# Přemysl Pražák
Přemysl Pražák (19. března 1908 Královské Vinohrady – 27. října 1966 Praha) byl český hudební kritik a publicista.

## Životopis
Přemysl Pražák byl nejstarším synem literárního historika Alberta Pražáka. Po absolvování gymnasia v Křemencově ulici v Praze vystudoval na Univerzitě Karlově v Praze práva a současně studoval hru na klavír a hudební teorii. Po roce 1945 ještě vystudoval literární historii a knihovnictví na Filosofické fakultě Univerzity Karlovy v Praze. Po absolvování práv Pražák absolvoval osmnáctiměsíční prezenční vojenskou službu a po ní působil jako právník na Ředitelství pošt krátce v Bratislavě a od roku 1934 v Praze. V roce 1943 se oženil s Emmou, rozenou Trundovou (12. května 1914 Hrušovany u Brna – 30. července 2000 Praha), která si do manželství přivedla dceru Jitku (* 1938) ze svého prvního manželství. S manželkou měl Pražák dvě děti – dceru Radmilu (* 1945) a syna Bořivoje (* 1948). V květnu 1945 byl Českou národní radou pověřen zabráním a prozatímní správou Rudolfina včetně veškerého inventáře, který následně předal vedení Pražské konzervatoře a České filharmonie. Pražák po roce 1945 přešel na Ministerstvo zahraničních věcí, kde vedl odbornou knihovnu. V roce 1958 musel z kádrových důvodů (jako nestraník a kvůli působení svého otce jako předsedy České národní rady v květnu 1945) z ministerstva odejít, a až do konce života pak byl zaměstnán jako knihovník nejprve v Univerzitní knihovně a po reorganizaci knihoven ve Státní knihovně v Praze.

## Dílo
Vedle svého zaměstnání se Pražák od studentských let zajímal o literaturu a hudbu a začal záhy publikovat odborné a populární publikace, zejména o české hudbě a o Bedřichu Smetanovi. Pražákův zájem o Národní divadlo a jeho interprety se mimo jiné projevil redigováním sborníku o tenoristovi Otakaru Mařákovi a následně zorganizováním sbírky, díky které se tento pěvec po svém onemocnění v Americe mohl na sklonku života navrátit do Čech. Podobně byl Pražák redaktorem sborníku věnovaného skladatelce Vítězslavě Kaprálové. Pražák působil také jako hudební kritik, publikoval v odborných časopisech a v rozhlase. Působil jako referent časopisu Naše doba (1939–1949), pro pražské Národní divadlo psal programy k představením. Od roku 1945 pracoval také jako hudební referent pořadu Československého rozhlasu s názvem Kulturní hlídka. Nějakou dobu též vedl redakci hudebního časopisu Zprávy Bertramky a publikoval v řadě dalších periodik. Po roce 1948 Pražákova činnost ve sdělovacích prostředcích přestávala být z politického a ideového hlediska žádoucí, což vedlo k ukončení jeho působení jako redaktora a kritika. Přes určité překážky ale dále pokračoval v přednáškové a popularizační činnosti, kdy pro veřejnost a pro školní mládež přednášel o osobnostech české a světové hudby. Pražákův odborný zájem, znalost kultury i studium hudby a osobností hudebního světa ústil v napsání a vydání řady publikací s touto tematikou. Na prvním místě stojí čtyřsvazková obsáhlá monografie „Smetanovy zpěvohry“, dále pak monografie „Bedřich Smetana“, vydaná i na Slovensku, monografie „Prodaná nevěsta“, dvoudílná kniha „Osobnosti české hudby“ obsahující portréty hudebníků vydaná na Slovensku, „Malá preludia“ o dětství a mládí velkých skladatelů, „Světoví mistři hudby v naší vlasti“ a další. V Pražákově pozůstalosti zůstaly dva rukopisy, a sice „Dvořákovy zpěvohry“ a kniha s pracovním názvem „… a jako člověk“ zachycující lidskou tvář velkých skladatelů, které již Pražák nestačil do svého předčasného odchodu ze života vydat.
Připomínkou činnosti a díla této osobnosti je Cena Přemysla Pražáka, která je každoročně udělována jako speciální cena v interpretační soutěži Nadace Bohuslava Martinů.

## Publikace
- Přehled a program politických stran v Československu. Turnov: [s.n.], 1935. 87 s.
- Otakar Mařák: sborník statí a vzpomínek. [s.l.]: [s.n.], 1937. 158 s.
- Milejší o celé milování. [s.l.]: Museum Králova Dvora, 1941. 108 s.
- Neruda o hudbě. [s.l.]: VAPE - Václav Petr, 1941. 31 s.
- Smetanovy zpěvohry. [s.l.]: Hudební matice Umělecké besedy, 1948.
- Kdo je Ch. Masaryková. [s.l.]: Orbis, 1948. 36 s.
- PRAŽÁK, Přemysl; BARTOŠ, Josef; PLAVEC, Josef. J. B. Foerster – Jeho životní pouť a tvorba. [s.l.]: Orbis, 1949. 420 s.
- Vítězslava Kaprálová. [s.l.]: Hudební matice Umělecké besedy, 1949. Kapitola 154.
- Ludwig van Beethoven. [s.l.]: Státní pedagogické nakladatelství, 1957. 20 s.
- Světoví mistři hudby v naší vlasti. [s.l.]: Státní pedagogické nakladatelství, 1958. 192 s.
- Bedřich Smetana: úvod do života a díla. [s.l.]: SNDK 241 s. (česky 19xx, 1961, 1974; slovensky 1956)
- Osobnosti českej hudby 1.. [s.l.]: Štátne hudobné vydavateľstvo, 1961. 388 s.
- Osobnosti českej hudby 2.. [s.l.]: Štátne hudobné vydavateľstvo, 1962. 334 s.
- Smetanova Prodaná nevěsta. [s.l.]: Lidová demokracie, 1962. 329 s.
- Jak se kdy koncertovalo. [s.l.]: Státní hudební vydavatelství, 1966. 264 s.
- Malá preludia – dětství a mládí slavných skladatelů. [s.l.]: Supraphon, 1969. 366 s.
- Malá preludia II – dětství a mládí slavných skladatelů. [s.l.]: Supraphon, 1972. 289 s.
- Neruda a Smetana (1940) – Úvod a poznámky ke třem fejetonům Jana Nerudy